# Бојана Поповић
Бојана Поповић (рођена Петровић; Ниш, 20. новембар 1979) бивша је црногорска рукометашица српског порекла. Сматра се најбољом рукометашицом у последње двије деценије од стране многих, иако јој није дато није званично признање.
Једна је од најтрофејнијих играча свих времена. Освојила је 6 титула у ЕХФ Лиги шампиона, Такође има 12 освојених националних првенстава у СР Југославији, Данској и Црној Гори. Освојила је бронзу на Светском првенству 2001. у дресу СР Југославије и сребро на Олимпијским играма 2012. у Лондону са репрезентацијом Црне Горе.
Након освајања Лиге шампиона са екипом Будућности и сребрне медаље на Олимпијским играма 2012 са репрезентацијом Црне Горе, Бојана Поповић је одлучила да заврши каријеру. Ипак. у јуну 2016, изјавила је да се враћа игрању и била је члан репрезентације Црне Горе на Олимпијским играма 2016, у Рио де Женеиру.

## Каријера
Каријеру је започела у родном Нишу, где је наступала за матични ЖРК ДИН Ниш. Завршила је основну школу и гимназију „Бора Станковић“ у Нишу. У сезони 1998/99 одлази у Будућност из Подгорице где остаје све до 2002. године. Од 2002. па све до 2010. године наступа у Данској, за два клуба РК Слагелс и РК Виборг.
У лето 2010. године вратила се у Будућност, са којом је у својој последњој клупској сезони 13. маја 2012. године освојила титулу ЕХФ Лиге шампиона, своју шесту а прву у дресу подгоричког клуба.
Наступала је за репрезентацију Југославије са којом има освојено 3. место на Светском првенству у Италији 2001.
После распада Државне Заједнице Србија и Црна Гора, Поповићева је 2007. године одлучила да репрезентативну каријеру настави у дресу репрезентације Црне Горе, са којом је 2012. године освојила сребрну медаљу на Олимпијским играма у Лондону.